# پنجه در پنجه
پنجه در پنجه (انگلیسی: Fist to Fist) یک فیلم رزمی محصول سال ۱۹۷۳ به کارگردانی جیمی ال. پاسکوال با جان وو به عنوان دستیار کارگردان است. این فیلم در ایالات متحده  توسط شرکت گروه کانن با تدوین و موسیقی متن جدید دوبله و منتشر شد.